# Anthracotherium
Anthracotherium ist eine ausgestorbene Gattung aus der Ordnung der Paarhufer (Artiodactyla), die vom frühen Oligozän bis zum unteren Miozän lebte. Der Name ist angelehnt an die Entdeckung seiner fossilen Überreste in Anthrazitkohle und ist der Namensgeber für die Gruppe der Anthracotheriidae.

## Merkmale
Äußerlich wirkte Anthracotherium wie ein Flusspferd und erreichte auch dessen Proportionen. Obwohl der Kopf schweineartig war, ist Anthracotherium nicht einmal entfernt mit Schweinen verwandt. Die Gliedmaßen waren kurz und eigneten sich nicht zum schnellen Laufen. Der Schädel war im Verhältnis zum Körper sehr groß.

## Lebensweise
Eventuell lebte Anthracotherium halb-aquatisch. Es besaß keine Verteidigungsmöglichkeiten und war daher eine relativ leichte Beute für Fleischfresser. Wie es sich ernährte, ist nicht genau belegt, doch man vermutet eine herbivore Ernährung.

## Systematik

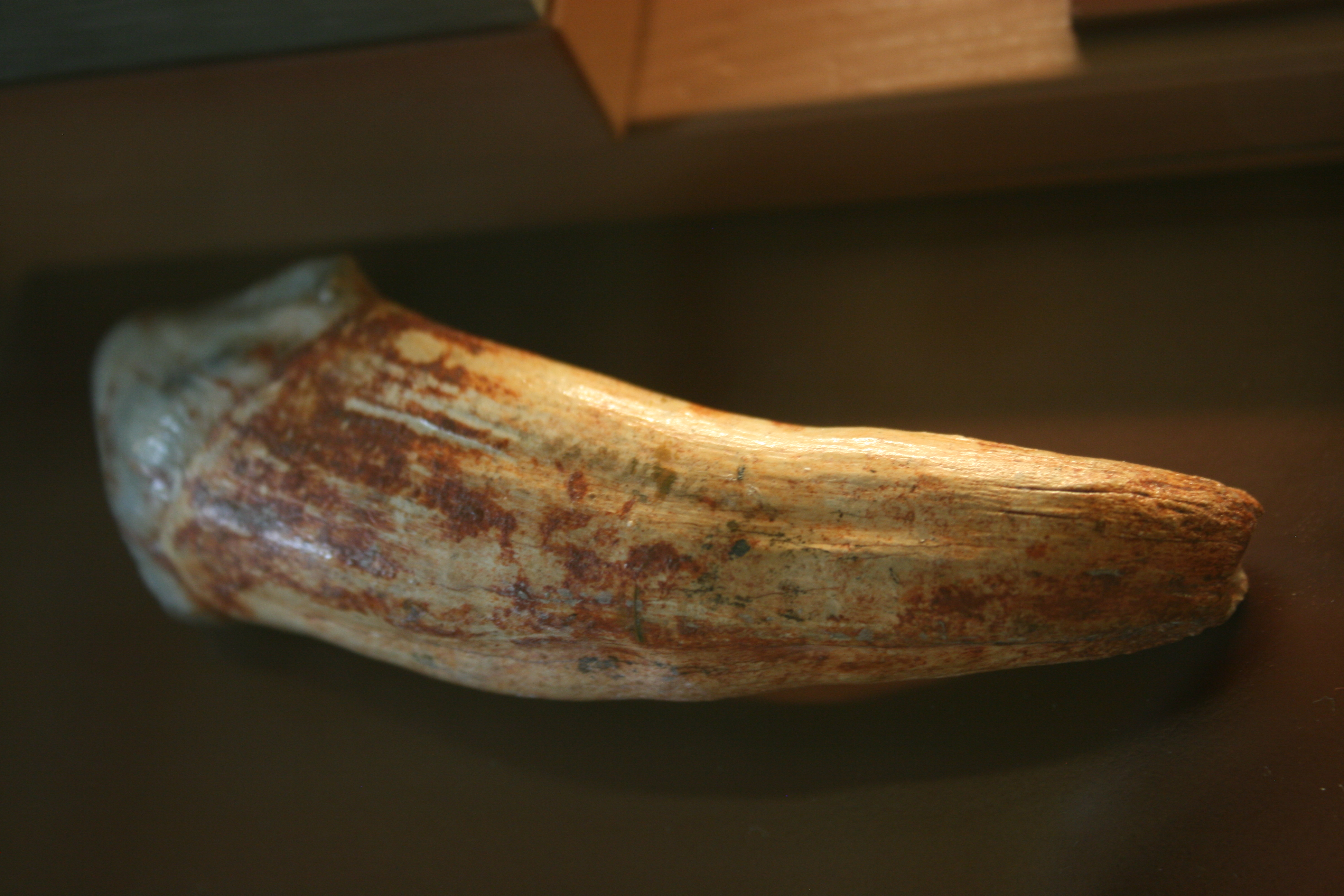
Eckzahn von Anthracotherium

Anthracotherium wurde 1822 von Georges Cuvier mit der Typusart Anthracotherium magnum erstbeschrieben. Jüngere Synonyme sind Bugtitherium Pilgrim, 1908 und Anthracothema Pilgrim, 1928. Ducrocq, 1999 ordnete die 6 Arten aus den in China gefundenen Gattungen Heothema Tang, 1978 und Huananometha Tang, 1978 in die Gattung Anthracotherium ein. Man unterscheidet zurzeit 15 Arten:
- Anthracotherium alsaticum Cuvier, 1822
- Anthracotherium bimonsvialensemagnum Colpe-Posse, 1971
- Anthracotherium bugtiense Pilgrim, 1907
- Anthracotherium bumbachense Stehlin, 1910
- Anthracotherium chaimanei Ducrocq, 1999
- Anthracotherium cuvieri Gadry, 1873
- Anthracotherium crassum Pilgrim & Cotter, 1916
- Anthracotherium hippoideum Rütimeyer, 1857
- Anthracotherium illyricum Teller, 1886
- Anthracotherium magnum Cuvier, 1822
- Anthracotherium monsvialense De Zigno, 1888
- Anthracotherium kwablianicum Gabunia, 1964
- Anthracotherium seckbachense Kinkelin, 1884
- Anthracotherium pangan Pilgrim & Cotter, 1916
- Anthracotherium valdense Kowalevski, 1876